# Конрад I (герцог Баварии)
Конрад I (Куно) фон Цютфен (нем. Konrad I.; ок. 1020 — 5 декабря 1055) — герцог Баварии в 1049—1053 годах из династии Эццоненов. Сын Людольфа фон Браувайлер (из рода пфальцграфов Лотарингии) и Матильды фон Цютфен.

## Биография
Конрад, которого назначил герцогом император Генрих III, не пользовался влиянием среди баварской знати. Но такова была цель императора — назначая «варяга», сильнее привязать Баварию к королевству Германия.
После своего назначения герцогом Конрад I взял в жены Юдит фон Швейнфурт — дочь герцога Швабии Оттона III. Детей у них не было.
В 1053 году Конрад был смещен. Его преемником стал сын императора Генриха III — будущий Генрих IV. Конрад отказался отречься и бежал в Венгрию, к королю Андрею I. Из Венгрии он предпринял несколько военных (грабительских) походов в Каринтию и в Баварскую Восточную марку.
В 1055 году Конрад возглавил заговор против императора, в котором также участвовал герцог Вельф III Каринтийский. Восстание закончилось их поражением и смертью.
Жена Конрада Юдит фон Швейнфурт  вторым браком вышла замуж за графа Бото фон Ботенштайна.